# Flip Saunders
Philip Daniel "Flip" Saunders (Cleveland, Ohio, Estados Unidos, 23 de febrero de 1955 - Minneapolis, Minnesota, 25 de octubre de 2015) fue un jugador y entrenador de baloncesto estadounidense. Durante su carrera dirigió a Detroit Pistons, Washington Wizards y Minnesota Timberwolves. Fue elegido 2 veces entrenador del All-Star de la NBA en 2004 y 2006.

## Trayectoria como entrenador

### Universidad
Saunders empezó entrenando en el Golden Valley Lutheran College donde ostenta una marca de 92-13, incluyendo un perfecto 56-0 en los partidos como local en cuatro temporadas. En 1981 se convirtió en el entrenador asistente de su alma mater, la Universidad de Minnesota, ayudando a ganar ese año el título de la NCAA. Tras 5 años con los Gophers, fue durante dos temporadas asistente en la Universidad de Tulsa.

### Minnesota Timberwolves
Dirigió a los Minnesota Timberwolves durante 10 temporadas, entre 1995 y 2005.

### Detroit Pistons
Saunders llegó a Detroit Pistons sustituyendo a Larry Brown el 21 de julio de 2005. Bajo la dirección de Flip Saunders, la franquicia estableció un nuevo récord de victorias en la temporada regular, acabando con 64-18. Saunders se ganó el derecho a dirigir al combinado del este en el All Star de 2006 en Houston, Texas. Tras tres temporadas llegando a las Finales de Conferencia, los Pistons anunciaron su marcha el 3 de junio de 2008.

### Washington Wizards
Saunders llegó a los Washington Wizards el 22 de abril de 2009 firmando un contrato de 4 años. El 24 de enero de 2012, la franquicia de los Wizards lo despide.

### Regreso a Minnesota
El 6 de junio de 2014 fue nombrado entrenador de los Timberwolves. Durante su segundo periodo con los Timberwolves, Saunders fue diagnosticado con linfoma de Hodgkin por lo que cedió su puesto de entrenador a su asistente Sam Mitchell hasta su recuperación. Por desgracia, perdió su batalla con el cáncer dejando a Sam Mitchell como entrenador principal del equipo.

## Trayectoria como ejecutivo
En abril de 2012 se unió a los Boston Celtics como asesor.
El 3 de mayo de 2014, Saunders fue nombrado presidente de operaciones de los Minnesota Timberwolves. Antes su muerte por el cáncer, Saunders cedió su puesto en las oficinas a Milt Newton.

## Fallecimiento
El 11 de agosto de 2015 fue diagnosticado de linfoma de Hodgkin, por lo que fue sometido a tratamiento. Saunders planeó seguir de entrenador y presidente de operaciones de los Timberwolves, pero tras complicaciones en septiembre fue hospitalizado, por lo que se vio obligado a abandonar sus puestos en los Timberwolves provisionalmente. Flip Saunders falleció el domingo 25 de octubre de 2015, a los 60 años de edad.

## Personal
Flip y su esposa Debbie tuvieron cuatro hijos. Su hijo Ryan jugó en la Universidad de Minnesota, luego se convirtió en entrenador asistente de los Washington Wizards. Sus hijas gemelas Kim y Rachel también asistieron a la Universidad de Minnesota, donde participaron en el equipo de baile durante cuatro años. Ellas ganaron 8 campeonatos nacionales y un campeonato mundial.
Según Saunders, estuvo a 18 metros de distancia cuando el puente sobre el Río Misisipi se derrumbó el 1 de agosto de 2007.

## Estadísticas como entrenador en la NBA
| Equipo     | Año     | PJ   | G   | P   | %G–P | Resultado          | PJP | GP | PP | %G–P | Resultado                  |
| ---------- | ------- | ---- | --- | --- | ---- | ------------------ | --- | -- | -- | ---- | -------------------------- |
| Minnesota  | 1995-96 | 62   | 20  | 42  | .323 | 6.º en Medio Oeste | —   | —  | —  | —    | No Playoffs                |
| Minnesota  | 1996-97 | 82   | 40  | 42  | .488 | 3º en Medio Oeste  | 3   | 0  | 3  | .000 | Pierde en 1.ª ronda        |
| Minnesota  | 1997-98 | 82   | 45  | 37  | .549 | 3.º en Medio Oeste | 5   | 2  | 3  | .400 | Pierde en 1.ª ronda        |
| Minnesota  | 1998-99 | 50   | 25  | 25  | .500 | 4º en Medio Oeste  | 4   | 1  | 3  | .250 | Pierde en 1.ª ronda        |
| Minnesota  | 1999-00 | 82   | 50  | 32  | .610 | 3.º en Medio Oeste | 4   | 1  | 3  | .250 | Pierde en 1.ª ronda        |
| Minnesota  | 2000-01 | 82   | 47  | 35  | .573 | 4.º en Medio Oeste | 4   | 1  | 3  | .250 | Pierde en 1.ª ronda        |
| Minnesota  | 2001-02 | 82   | 50  | 32  | .610 | 3.º en Medio Oeste | 3   | 0  | 3  | .000 | Pierde en 1.ª ronda        |
| Minnesota  | 2002-03 | 82   | 51  | 31  | .622 | 3.º en Medio Oeste | 6   | 2  | 4  | .333 | Pierde en 1.ª ronda        |
| Minnesota  | 2003-04 | 82   | 58  | 24  | .707 | 1.º en Medio Oeste | 18  | 10 | 8  | .556 | Pierde en Finales de Conf. |
| Minnesota  | 2004-05 | 51   | 25  | 26  | .490 | (despedido)        | —   | —  | —  | —    | —                          |
| Detroit    | 2005-06 | 82   | 64  | 18  | .780 | 1.º en Central     | 18  | 10 | 8  | .556 | Pierde en Finales de Conf. |
| Detroit    | 2006-07 | 82   | 53  | 29  | .646 | 1.º en Central     | 16  | 10 | 6  | .625 | Pierde en Finales de Conf. |
| Detroit    | 2007-08 | 82   | 59  | 23  | .720 | 1.º en Central     | 17  | 10 | 7  | .588 | Pierde en Finales de Conf. |
| Washington | 2009-10 | 82   | 26  | 56  | .317 | 5º en Sureste      | —   | —  | —  | —    | No Playoffs                |
| Washington | 2010-11 | 82   | 23  | 59  | .280 | 5.º en Sureste     | —   | —  | —  | —    | No Playoffs                |
| Washington | 2011-12 | 17   | 2   | 15  | .118 | (despedido)        | —   | —  | —  | —    | —                          |
| Minnesota  | 2014-15 | 82   | 16  | 66  | .195 | 5.º en Noroeste    | —   | —  | —  | —    | No Playoffs                |
| Total      | Total   | 1248 | 654 | 594 | .524 |                    | 98  | 47 | 51 | .480 |                            |